# Thomas Agyepong
Thomas Agyepong (Accra, 10 ottobre 1995) è un calciatore ghanese, attaccante svincolato.

## Carriera

### Manchester City
Agyepong è entrato a far parte del Manchester City nel 2015 dalla Right to Dream Academy.

#### Prestito al Twente
Agyepong è stato ceduto in prestito alla squadra olandese dell'Eredivisie FC Twente per la stagione 2015-2016. Ha fatto il suo debutto il 4 ottobre, apparendo come sostituto nella sconfitta per 3-1 contro l'AZ Alkmaar. Il suo esordio è arrivato il 24 ottobre nella sconfitta per 3-1 contro il PSV Eindhoven giocando 62 minuti. Un infortunio alla spalla subito a marzo ha richiesto un intervento chirurgico, che ha posto fine alla sua stagione.

#### Prestito al NAC Breda
Il 10 luglio 2016, Agyepong ha firmato in prestito con la squadra di seconda divisione olandese NAC Breda per la stagione 2016-17. Ha esordito il 12 agosto, giocando 61 minuti nella vittoria per 2-1 contro l'Achilles '29. Il 2 dicembre ha segnato il suo primo gol per il club, al 92 'di una vittoria per 3-1 contro l'Almere City.

#### Prestito all'Hibernian
Nell'agosto 2018, Agyepong è entrato a far parte del club della Premiership scozzese Hibernian in prestito fino alla fine della stagione 2018-19, in attesa dell'approvazione di una domanda di permesso di lavoro. Agyepong ha saltato gran parte della stagione 2018-19 a causa di infortuni al ginocchio e alla coscia.

#### Prestito al Waasland-Beveren
Nell'agosto 2019, l'Agyepong è stato ceduto in prestito al Waasland-Beveren, club della Pro League belga, fino alla fine della stagione 2019-20.

#### Prestito al Lommel SK
Nell'ottobre 2020, Agyepong e il compagno di squadra Mohammed Aminu si sono uniti in prestito al Lommel SK, squadra belga della Challenger Pro League, fino alla fine della stagione 2020-21. Il 30 giugno 2022, il suo prestito sarà interrotto data la scadenza di contratto con il Manchester City e il giorno dopo, il 1º luglio 2022, rimarrà svincolato.

### Nazionale
Ha preso parte alla Coppa d'Africa del 2019.